# Escartín (Huesca)
Escartín est un village de la province de Huesca, situé à environ sept kilomètres au sud-ouest de Broto, à laquelle il est rattaché administrativement, à 1 320 mètres d'altitude. Asín de Broto est le village habité le plus proche. 
La première mention du village dans des sources écrites remonte à 1100. L'église romane du village est dédiée à saint Julien, et n'est pas datée avec précision (XVIe siècle ou période antérieure). 
Escartín a compté jusqu'à 18 maisons occupées et 178 habitants d'après le recensement de 1842. Il constitue brièvement une municipalité à cette époque avant d'être rattaché à Basarán, puis à Broto. Le village est complètement inhabité depuis 1966.